# بوکیانیکو
بوکیانیکو (به ایتالیایی: Bucchianico) یک کومونه در ایتالیا است که در استان کییتی واقع شده‌است.

## خصوصیات
بوکیانیکو ۳۸ کیلومترمربع مساحت و ۴٬۹۸۴ نفر جمعیت دارد و ۳۶۰ متر بالاتر از سطح دریا واقع شده‌است.